# Ludwig Ganglbauer

Ludwig Ganglbauer

Ludwig Ganglbauer (* 1. Oktober 1856 in Wien; † 5. Juni 1912 in Rekawinkel) war ein österreichischer Koleopterologe.

## Leben
Ludwig Ganglbauers Vater (Franz, 1823–1874) war höherer Finanzbeamter (bäuerlicher Abkunft aus dem oberösterreichischen Schiedlberg; sein Onkel Cölestin Josef Ganglbauer war Abt im nahen Kremsmünster und ab 1881 Kardinal in Wien). Ludwig konnte seinen früh erwachten biologischen Interessen auch im Studium (1874–80 Univ. Wien, ohne Doktorat) nachkommen. Er legte 1878 die Lehramts-Prüfung ab und begann als Lehrer am Akademischen Gymnasium, das er vorher besucht hatte. Zwei Jahre später trat er als Assistent am k.k. Hof-Naturalienkabinett bei Ludwig Redtenbachers († 1876) die Nachfolge Kustos Friedrich Moritz Brauer an. 1883 heiratete er Eugenie Starke, aus der Ehe ging ein Sohn hervor. 1893 wurde er Kustos der Zoologischen Sammlung des mittlerweile (1889) fertiggestellten Naturhistorischen k.k. Hof-Museums, dessen Käfersammlung er durch Sammelreisen u. a. (besonders für die Paläarktis) zu Weltgeltung brachte.
1906 wurde er schließlich Leiter der Zoologischen Sammlung – eine Position, die sich wie in so vielen ähnlich gelagerten Fällen verhängnisvoll auswirkte: Ein hingebungsvoller Naturforscher wird durch offizielle Stellung und administrative Verpflichtungen erdrückt. Bei Ganglbauer zeigten sich infolge der dauernden Überlastung Denkstörungen und Gedächtnislücken. 1910 erkrankte er an Darmkrebs und  starb 55-jährig in Rekawinkel, wohin er seit längerem schon aus dem Museum zu „fliehen“ pflegte, um hier in Ruhe, eventuell als Pensionist, sein Lebenswerk, die „Käfer Mitteleuropas“ zu vollenden. Er ist in Dürrwien begraben. 1908 war er noch zum Regierungsrat und zum Korrespondierenden Mitglied der k.k. Akademie der Wissenschaften in Wien gewählt worden. Nachfolger als Verantwortlicher für die Käfersammlung im Museum wurde sein Mitarbeiter Karl Holdhaus (1883–1975).

## Leistung
Edmund Reitter hat die überragenden Fähigkeiten Ganglbauers auf dem Gebiete der Coleopterologie (Käferkunde) früh erkannt und gewann in ihm einen Freund auf Lebenszeit. Ganglbauer schwebte zunächst eine Käferfauna Österreichs vor (im Anschluss an L. Redtenbachers „Coleoptera austriaca“-Bändchen), aber schon bald sah er ein, dass eine solche durch Reitters Bestimmungstabellen (die schließlich in dessen „Fauna germanica: Coleoptera“ gipfelten) auf Jahre hinaus überflüssig war. So entstand der Plan des Werkes „Die Käfer Mitteleuropas“, worin es auch weniger um Art-Systematik als vielmehr um höhere Taxa und deren natürliche Verwandtschaft ging, wie sie sich aus einem von Darwin und besonders Haeckel geforderten realen „Stammbaum“ ergab. Auf diesem Gebiet der Phylogenetik leistete Ganglbauer Hervorragendes – nur manchmal konnte später festgestellt werden, dass er die Bedeutung eines Merkmalskomplexes wie des Flügelgeäders überbewertet hatte. Z.B. traf er die grundlegende Scheidung der Käfer in Ade- und Polyphaga (1903). Stets an der Bionomie (Ökologie) seiner Käfer interessiert bedauerte er es oft, sich nicht viel eingehender auch mit ihren Lebensäußerungen und -bedingungen befassen zu können.
Charakteristisch für Ganglbauer war sein schnelles Sich-Einarbeiten in die Taxonomie der jeweils zu behandelnden Gruppe, so dass er – als „Nebenprodukte“ seiner Forschung – fast zweihundert Einzelarbeiten veröffentlichte, und zwar zum guten Teil in der von ihm mit Weggefährten 1881 gegründeten „Wiener Entomologischen Zeitung“. Als er aber erkennen musste, dass er das sich gesteckte Ziel infolge der Stofffülle (in Mitteleuropa leben ca. 8000 Arten) gar nicht würde erreichen können, gab er gerne die Bearbeitung einzelner Taxa an vertrauenswürdige Kollegen ab. Dennoch litt er darunter, seine „Käfer Mitteleuropas“ bei weitem unvollendet aus der Hand lassen zu müssen.

## Hauptwerk
Die Käfer von Mitteleuropa. – Die Käfer der österreichisch-ungarischen Monarchie, Deutschlands, der Schweiz sowie des französischen und italienischen Alpengebietes. 1892–1904. Wien (Verlag von Carl Gerolds Sohn).- Das Werk war auf 6 oder 7 Bände angelegt. Der Weltkrieg machte die Fortführung unmöglich.
- I. Band. Familienreihe Caraboidea, 557 Seiten, 55 Textfiguren. 1892.
- II. Band. Familienreihe Staphylinoiäea, 1. Teil, 880 Seiten, 38 Textfiguren. 1895.- Die Staphylinoiden waren neben den Cerambycidae Ganglbauers „Lieblings“-Studienobjekte.
- III. Band. Familienreihe Staphylinoidea, 2. Teil, und Familienreihe Clavicornia. 1046 Seiten, 46 Textfiguren. 1899.
- IV. Band, erste Hälfte. Dermestidae, Byrrhidae, Nosodendridae, Georyssidae, Dryopidae, Heteroceridae, Hydrophilidae. 286 Seiten, 12 Textfiguren. 1904.